# Emanuel von der Pahlen

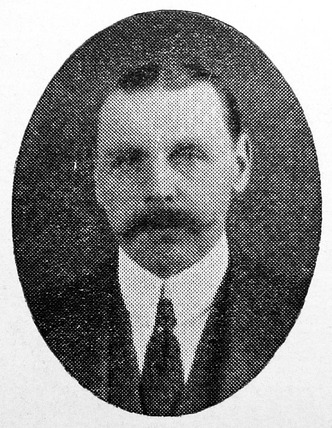

Emanuel von der Pahlen (n. 4 iulie 1882, Sankt Petersburg - 18 iulie1952, Potsdam) a fost un astronom german.

## Biografie
Emanuel von der Pahlen s-a născut la Sankt-Petersburg într-o familie de nobili germani. A studiat astronomia și a colaborat cu astronomul basarabean Nicolae Donici.
Interesele comune ale acestor doi astronomi au fost cerecetările solare, iar Pahlen a studiat de asemenea galaxiile și cosmologia. Un alt coautor al lui Pahlen a fost George Gamow. Stabilit după revoluția din 1917 la Potsdam.  A lucrat la observatorul astronomic din acest oraș. Între anii 1918-1938 a vizitat adesea Observatorul astronomic de la Dubăsarii Vechi.

## Opera
- Zentralblatt Math (au: von der pahlen, e.)
- Jahrbuch fur Mathematik[nefuncțională]
- Biblioteca Congresului SUA
- ADS NASA